# نورداوست‌پلدر
نوردوستپولدر (به هلندی: Noordoostpolder) یک پولدر و شهرستان در هلند است که در فلیوولاند واقع شده‌است. نوردوستپولدر −۳ متر بالاتر از سطح دریا واقع شده‌است.